# 昭化区
昭化区是中国四川省广元市所辖的一个市辖区。总面积1435平方公里，2002年人口24万人。原名元坝区，2013年4月更名为昭化区。

## 行政区划
昭化区下辖12个镇：
元坝镇、卫子镇、王家镇、磨滩镇、柏林沟镇、太公镇、虎跳镇、红岩镇、昭化镇、青牛镇、射箭镇和清水镇。

## 人口
2020年末，根据四川省广元市第七次全国人口普查公报显示：昭化区常住人口为134202人，男性人口占比51.06%，女性人口占比48.94%，年龄结构中0-14岁占比13.46%，15-59岁占比57.01%，60岁以上占比29.53%，65岁以上占比22.74%。

## 交通
- 212国道过境。

## 特产
王家贡米、昭化韭黄：中国地理标志产品。